# Helmut Nedwig
Helmut Nedwig (* 11. August 1927 in Bautzen; † 30. Mai 1992) war ein deutscher Generalleutnant der Volkspolizei und langjähriger Chef der Kriminalpolizei der DDR.

## Leben
Nach dem Besuch der Volksschule absolvierte er eine Lehre als Vulkaniseur. Am 21. Februar 1944 beantragte er die Aufnahme in die NSDAP und wurde zum 20. April desselben Jahres aufgenommen (Mitgliedsnummer 9.974.320). Er musste Kriegsdienst in der Wehrmacht leisten und war kurzzeitig in Kriegsgefangenschaft.
1945 kehrte er nach Bautzen zurück und wurde Mitglied der KPD, 1946 der SED und der FDJ. Er war erst Leiter der FDJ-Ortsleitung Bautzen, dann Mitarbeiter der FDJ-Landesleitung Brandenburg. 1948 wurde er Angehöriger der Deutschen Volkspolizei und arbeitete bis 1960 als Offizier bei der Kriminalpolizei. Von 1960 bis 1967 war er stellvertretender Chef der Transportpolizei. Er studierte an der Parteihochschule Karl Marx und an der Hochschule der Miliz in der Sowjetunion. Ein Studium an der Humboldt-Universität zu Berlin beendete er als Diplom-Kriminalist. Von 1967 bis 1972 war er als Nachfolger von Generalmajor Paul Ludwig Chef der Transportpolizei und von 1972 bis 1990 als Nachfolger von Oberst Fritz Hoppe Leiter der Hauptabteilung Kriminalpolizei im Ministerium des Innern. 1974 wurde er zum Generalmajor ernannt, 1986 zum Generalleutnant befördert. Er hatte auch die Funktion eines Vorsitzenden der Sektion Kampfsport der Sportvereinigung Dynamo inne und war Mitglied des Präsidiums der Zentralen Leitung der SV Dynamo.

## Auszeichnungen
- 1974 Theodor-Körner-Preis
- 1979 Vaterländischer Verdienstorden in Bronze und 1987 in Gold
- 1984 Orden Banner der Arbeit Stufe I